# دواجن دو
مجموعة دو (بالإنجليزية: Groupe Doux)‏، هي شركة فرنسية لتصنيع الأغذية متخصصة في الإنتاج الصناعي للدواجن وتصدير المنتجات المصنعة القائمة على الدواجن. تأسست عام 1955 ومقرها في شاتولن، فينيستير (فرنسا). في عام 2014 صنفت كأكبر منتج للدواجن في أوروبا، وثالث أكبر منتج في العالم. يرأس الشركة أرنو ماريون الذي يشغل منصب الرئيس التنفيذي للشركة منذ أواخر عام 2012.

## تاريخ

### البداية والتصنيع: 1930 - 1970
بعد توقف دام بضع سنوات خلال الحرب العالمية الثانية، استأنف بيار دو في العام 1955 نشاطه وانتقل إلى ميناء لوني (بريتاني، فرنسا)، ثم تطورت الشركة وأصبح لديها المسلخ الخاص بها. في السبعينات قامت مجموعة دو بتصدير منتجاتها إلى كل من العربية السعودية ، قطر والإمارات . في سنة 1991، تمكنت المجموعة من شراء ماركة Père Dodu وشركة Soprat . في سنة 1998، دخلت شركة دو إلى السوق البرازيلية ولكنها لم تحقق النجاح المتوقع بسبب سياسة حماية الإنتاج المحلي التي تنتهجها البرازيل. تسببت هذه الخطوة في ديون للشركة تقدر ب-200 مليون يورو. لذلك وفي ماي 2012، تخلت دو على فرعها في البرازيل لفائدة الشركة المحلية JBS Friboi. في 1999 وقعت شركة دو إتفاقية بشأن خفض أوقات العمل وذلك في إطار خطة لإنقاذ التشغيل تنص على العمل بنظام 35 ساعة في الأسبوع. في 2004، اتهمت دو بالترفيع في مدة العمل الفعلية لعمالها من 32.83 ساعة في الاسبوع إلى 35 ساعة (39 ساعة مدفوعة الأجر). لذلك قام أكثر من 260 موظف برفع قضية في الغرض والتمكن من الحصول على التعويضات اللازمة بعد 4 سنوات من طرح القضية أمام العدالة. في نفس السنة، وبسبب انفلونزا الطيور تكبدت شركة دو خسائر قدرت ب-14 مليون يورو . في سنة 2008 وبسبب تداعيات انفلونزا الطيور وارتفاع أسعار الحبوب عجزت دو على ترفيع اسعارها في الأسواق واضطرت إلى مراجعة نظام التصنيع لديها كي تحسن من قدرتها التنافسية ومكانتها في السوق الفرنسية . في هذا الإطار تم إغلاق موقعي إنتاج ب- Locminé و- Châtelet لأسباب اقتصادية. من جهة أخرى وقع انتداب 125 موظفاً إضافياً في مصنع Châteaulin الذي يشغل 500 موظفاً . في جوان 2012 وبسبب الديون المتراكمة في الفرع البرازيلي للشركة قرر شارل دو وضع مجموعته ضمن خطة إنعاش قضائي . في أوت 2012، تم التخلي عن جزء من نشاط الشركة ليتم التركيز على التصدير الذي يشكل 81% من رقم معاملاتها. في سنة 2016، أصبحت مجموعة دوعلى ملك التعاونية الفلاحية تيرينا. 

## نشاط دو

### السوق
متوفر منتجات دو في جميع متاجر الدواجن، وتشمل الدجاج والديك الرومي، والأصناف المجمدة، أو الكاملة، أو المغطاة بالبقسماط (كوردونس بليس ناجتس، برغر) والوجبات الجاهزة. لكل نوع من الإنتاج موقعه الخاص كمسالخ الدواجن للمنتجات المجمدة والمصنعة. العلامات التجارية الرئيسية للمجموعة هي Doux و Supreme للتصدير و Père Dodu في فرنسا. عملاء دو الرئيسيون هم:
- متاجر بيع المواد الغذائية والمتاجر الصغيرة.
- خدمة غذائية ، تجارية أو جماعية.
- قطاع صناعة المواد الغذائية.

## نشاط موجه نحو التصدير
منذ تأسيسها، أصبحت دو من أهم الشركات المصدرة للدواجن . كما أنها أصبحت أول مصدر للدواجن لكل من العربية السعودية، قطر، عمان والإمارات العربية. تبوأت دو مكانةً هامة في السوق الروسية، في أوروبا الشرقية كما أنها تعمل على دعم تواجدها في السوق الأسيوية . على اثر توقيع إتفاقية الجات (GAT) في مراكش والقاضية بالتقليص من دعم الاتحاد الأوروبي للتصدير تكبدت مجموعة دو خسائر كبيرة .
سنة 2009، كانت دو أول مصدر من البرازيل مباشرةً إلى الصين . بالتالي كانت مجموعة دو أول مستفيد من الدعم الذي يقدمه الاتحاد الأوروبي في اطار سياسة الزراعة المشتركة ال-PAC وذلك بما قيمته 200 أو 300 يورو لكل طن من الدواجن المصدرة
عززت دو تواجدها في المناطق التي تتميز بارتفاع في إستهلاك الدواجن على المدى المتوسط والبعيد .إذ تقدر قيمة الإستهلاك في سوق الدواجن بحوالي 100 مليون طن سنوياً من أصل 250 مليون طن للحوم بصفة عامة.

## النتائج المالية
تميزت سنة 2009 بأزمة اقتصادية عالمية ترتبت عنها تغيرات كبيرة في قطاع إنتاج الدواجن وخروج شركات كبرى من السباق. في هذه السنة حققت شركة دو رقم معاملات يقدر ب- 1،369 مليار يورو. في السداسية الأولى من سنة 2010 سجلت دو رقم معاملات يقدر ب-642،4 مليون يورو مقابل 626،4 مليون يورو في نفس الفترة من سنة 2009 ليشهد بذلك نمواً بنسبة 2.5% . ارتفع عدد الحيوانات المذبوحة بنسبة 4% لتصل إلى حدود 252،8 مليون .

### مستثمر سعودي يدخل في رأس مال دو
دخل المنجم في 20 أكتوبر 2014 في رأس مال دو بنسبة 25%. و هو يشكل أول حريف لدو في منطقة الشرق الأوسط.

## سوق الدواجن
تشكل لحوم الدواجن ثاني نوع لحم استهلاكا في العالم وثالث نوع في فرنسا . يتوقع أن يشهد هذا السوق نسبة نمو تقدر ب-5% إلى 6% سنوياً وأن تصبح الدواجن أكثر اللحوم استهلاكا في العالم بعد 10 سنوات. في سنة، 2010 ، شهد سعر الحبوب (الغذاء الأساسي للدواجن) ارتفاعا بنسبة 40% مما أدى إلى الترفيع من سعر بيع الدواجن ب-20%.
شهادة الحلال :
تقوم دو بإنتاج لحوم حلال و-تعتمد طريقة الصعق الكهربائي والذبح الميكانيكي. هذه الطريقة مصادق عليها من طرف ال-AFCAI وهي منظمة معتمدة من قبل مسجد باريس الكبير . يتم العمل في خطوط إنتاج مكرسة للغرض وتتوجه كلياً نحو التصدير 
تقوم دو بتصدير منتجاتها منذ أكثر من 50 سنة نحو الشرق الأوسط كالعربية السعودية ؛ الإمارات، اليمن، سلطنة عمان مع العلم أن هذه البلدان لا تستورد إلا المنتجات الحلال.

## عائلة دو
مجموعة دو هي على ملك العائلة بنسبة 80% ويترأسها شارل دو . حسب تقرير Challenges فإن هذه العائلة تحتل المرتبة 146 في فرنسا في ترتيب أكثرالعائلات ثراءً بثروة قيمتها 300 مليون يورو.يشغل أرنو ماريون منصب الرئيس المدير العام